# Keiji Ishizuka
Keiji Ishizuka (født 26. august 1974) er en tidligere japansk fodboldspiller.
Han har spillet for flere forskellige klubber i sin karriere, herunder Tokyo Verdy.